# Chen Man
Chen Man   (Pequín, 3 de juny de 1980) és una artista visual xinesa que empra la fotografia, el disseny gràfic, la cinematografia i l'art digital. És coneguda per produir portades per a revistes de moda i per col·laborar amb grans marques internacionals.

## Trajectòria
Nascuda a Pequín el 1980, Chen Man va créixer després de la Revolució Cultural i va formar part de la generació de la política de fill únic. Va assistir a l'Acadèmia Central de Belles Arts i es va graduar el 2005 en disseny gràfic. Als 23 anys, va publicar la seva primera fotografia com a portada de la revista d'art xinesa Vision, encara com a estudiant. El seu estil inicial inclou un ús extensiu d'eines digitals com Adobe Photoshop i Autodesk 3ds Max per a crear una experiència visual extravagant.
Man també és coneguda pels seus retrats pop hiperrealistes com les portades de Whatever the Weather del 2012 que inclou adolescents tibetans d'una escola secundària i que pretenia capturar alguns dels grups ètnics que conformen la Xina en la seva sèrie de fotografies de carnet. Man ha sabut combinar l'estètica contemporània amb la cultura tradicional xinesa a la seva obra.
Man també fa fotografia de moda per a Vogue, Elle, Harper's Bazaar, Marie Claire, I-D, Cosmopolitan i Esquire. El seu estudi, Studio 6, amb seu a Pequín, ha produït campanyes publicitàries per a marques com L'Oréal, Christian Dior, Canon, Guess, Hublot, Sharp, Beats Music, Cadillac, Mercedes-Benz, Volkswagen, Motorola, Adidas, Puma, Converse, Budweiser, Absolut Vodka, etcètera. Treballa sovint amb la maquilladora Toni Lee.